# Antônio Emmanuel Guerreiro de Faria
Antônio Emmanuel Guerreiro de Faria (Campo Alegre, Santa Catarina, 17 de agosto de 1904 – 11 de setembro de 1962) foi um médico brasileiro.
Foi eleito membro da Academia Nacional de Medicina em 1945, ocupando a Cadeira 80, que tem Júlio Oscar de Novaes Carvalho como patrono.